# Le Rôti de Satan
Pour plus de détails, voir Fiche technique et Distribution.
Le Rôti de Satan (titre original : Satansbraten) est un film allemand réalisé par Rainer Werner Fassbinder, sorti en 1976.

## Synopsis
L'histoire d'un poète ex-révolutionnaire au bout du rouleau mais qui, soutenu par un orgueil sans borne, est prêt à tout pour refaire surface. Il s'engage ainsi dans une quête d'argent immorale et destructrice. En n'hésitant pas à copier le célèbre poète Stefan George dont il se croit une réincarnation, il se fourvoie complètement et rejoint ainsi le caractère pathétique de son propre ménage.

## Fiche technique
- Titre : Le Rôti de Satan
- Titre original : Satansbraten
- Réalisation : Rainer Werner Fassbinder
- Scénario : Rainer Werner Fassbinder
- Production : Hanns Eckelkamp et Michael Fengler
- Musique : Peer Raben
- Photographie : Michael Ballhaus et Jürgen Jürges
- Montage : Thea Eymèsz
- Pays d'origine : Allemagne de l'Ouest
- Format : Couleurs - 1,37:1 - Mono
- Genre : Comédie noire
- Durée : 112 minutes
- Date de sortie : 1976

## Distribution
- Kurt Raab : Walter Kranz
- Margit Carstensen : Andrée
- Helen Vita : Luise Kranz
- Volker Spengler : Ernst Kranz
- Ingrid Caven : Lisa
- Marquard Bohm : Le mari de Lilly
- Y Sa Lo : Lana von Meyerbeer
- Ulli Lommel : Lauf
- Brigitte Mira : Mère de Walter
- Armin Meier : Un homosexuel prostitué
- Vitus Zeplichal : Urs
- Dieter Schidor : Willy
- Peter Chatel : Eugen
- Michael Octave : Un disciple
- Katren Gabelein : La mère de Lilly
- Helmut Petigk : Le tailleur
- Hannes Gromball : Le chauffeur de taxi
- Adrian Hoven : Le médecin
- Monika Teuber : La femme dans l'ascenseur
- Alexander Allerson : l'éditeur